# Leier International
Die Unternehmensgruppe Leier International ist eine in Familienbesitz stehende österreichische Firmengruppe der Baustoffindustrie. Neben diesen Erzeugungsbetrieben gehören der Gruppe auch Unternehmen aus anderen Branchen des Kfz-Handels, der Immobilienverwaltung und der Palettenproduktion an. Die Zentrale der Gruppe befindet sich in Horitschon im Burgenland, die einzelnen Betriebe sind neben Österreich in Polen, Slowakei, Ungarn, Rumänien, Kroatien und in der Ukraine. Im Jahr 2016 erreichte das Unternehmen mit über 1800 Mitarbeitern einen Umsatz von 217,4 Millionen Euro. 2015 bestanden in diesen Ländern 33 operative Standorte. Das Hauptgeschäft ist nach wie vor die Herstellung von Betonsteinen und Fertigteilen. Dazu kommt noch die Ziegelindustrie. Ein Betrieb gehört zur Metallbearbeitung und zum Formenbau. In der Kfz-Branche gehören zwei Autohäuser in Ungarn zur Gruppe mit den Marken BMW, Skoda, Hyundai. Ebenso besteht eine eigene Immobilienverwaltung innerhalb der Firmengruppe und es wird ein Hotel betrieben.
Die meisten Produkte werden mit Markennamen, die von Leier abgeleitet sind, wie Leiertherm oder ähnlich, vertrieben. Die übernommenen Unternehmen benutzen ihre angestammten Marken weiter, wie z. B. Durisol oder Kaiserstein.

## Unternehmensgeschichte
1965 legte Firmengründer Michael Leier mit einem SPARMarkt in Horitschon im Burgenland den Grundstein für eine von derzeit vier Familienmitgliedern geleiteten Unternehmensgruppe, die in verschiedenen  Branchen auf internationalen Märkten erfolgreich agiert und weiterhin auf Expansionskurs steuert. 1970 erfolgte der Einstieg in die Betonsteinproduktion. Das Werk in Horitschon fungierte damals schon gleichsam als einschlägiger Dreh- und Angelpunkt – und auch heute, über 50 Jahre später, repräsentiert es die Schaltzentrale für die in- und ausländischen Aktivitäten der Unternehmensgruppe.
1980 errichtete Leier ein weiteres Betonsteinwerk in Frauenkirchen. Trotz der schwierigen Umstände im damals noch kommunistischen Ungarn, das von Österreich durch den Eisernen Vorhang getrennt war, ging die Leier-Gruppe schon 1985 mit Mut und Weitblick ein  Joint Venture in Gönyű ein. Nur drei Jahre später folgte der nächste Meilenstein in der Firmengeschichte: Leier stieg mit einem Betonwerk in Malbork (1000 km vom Stammwerk Horitschon entfernt) in den polnischen Baustoffmarkt ein. Aus heutiger Sicht fast unvorstellbar: Damals herrschte in Polen noch das Kriegsrecht. Den unternehmerischen Fuß in den beiden gleichermaßen hochinteressanten wie unbekannten Markt-Türen, folgte die sukzessive Expansion. Nicht nur quantitativ rüstete Leier mit neuen Werken in Ungarn und Polen weiter auf – auch geografisch wurden die Firmen-Grenzen ausgeweitet. So stieg Leier 2004 in der Slowakei, nur ein Jahr später in Rumänien und schon 2006 in Form der Akquisition eines Ziegelwerks in Kroatien ein. Auch in den ‘10er-Jahren fand sich „Stagnation“ nicht im firmeninternen Wörterbuch. Neben mehreren Werken wurde 2015 auch der ukrainische Baustoffmarkt erschlossen. Aktuell betreibt die Unternehmensgruppe rund 40 Werke und Niederlassungen in Österreich, Ungarn, Polen, Slowakei, Rumänien, Kroatien und in der Ukraine. Die Geschäftsfelder sind dabei mannigfaltig: Baustoffindustrie, Autohandel, Immobilien, Metall- und Maschinenbau sowie sonstige Aktivitäten – Leier ist extrem breit aufgestellt. 2025 feiert die Leier-Firmengruppe ihr 60-jähriges Bestehen. Bis 2021 wurde das Unternehmen vom Gründer Michael Leier gemeinsam mit seinen beiden Töchtern Michaela Ebner und Kornelia Putz und seinen Schwiegersöhnen Friedrich Ebner (bis 2010) und  Anton Putz geführt. Nach internen familiären Auseinandersetzungen schied die Familie Putz 2021 aus dem Unternehmen aus. Heute (2025) führen die Enkelsöhne Thomas und Matthias Ebner gemeinsam mit Firmengründer Michael Leier das Unternehmen.

## Produkte und Dienstleistungen der Leier Gruppe
- Transportbeton
- Betonsteinsortiment
- Kaminsysteme
- Deckensysteme
- Schallschutzwände/Lärmschutzwände (Durisol)
- Keramische Ziegel
- Beton-Fertigteile (Fertigteilwände, Stiegen, Fertigteil-Elementdecken, Hohldielen)
- Tief- und Straßenbauprodukte
- Gartengestaltung (Plattenprogramm, Pflastersteine)
- Automobilhandel und -service
- Metallbe- und -verarbeitung
- Formenbau
- Immobilien